# Josef Larsson

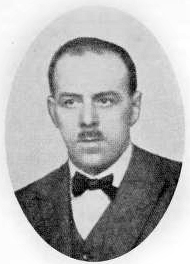
Josef Larsson

Josef Larsson, född 12 oktober 1893 i Karlstad, död 27 december 1987 i Oslo, var en svensk-norsk fackföreningsledare och politiker (Arbeiderpartiet). Han var ordförande för Norsk Jern- og Metallarbeiderforbund, norska LO:s största förbund, åren 1934–1958.
Larsson flyttade från Sverige till Norge 1914 där han arbetade verkstadsindustrin i Kristiania och Trondheim samtidigt som han engagerade sig fackligt och politiskt. Han var 1927–1930 invald i Arbeiderpartiets centralstyrelse. 1931 blev han vald till förbundssekreterare för Norsk Jern- og Metallarbeiderforbund och 1934 efterträdde han Konrad Nordahl som förbundets ordförande.
Under den tyska ockupationen av Norge under andra världskriget hörde Larsson till de inom LO som ville ha en tydligare antitysk linje, även om det riskerade leda till nazifiering av fackföreningarna. Efter den så kallade mjölkstrejken 1941 arresterades han av tyskarna och dömdes till döden. Straffet omvandlades senare dock till livstids fängelse och han tillbringade resten av kriget i fängelse i Tyskland. Efter frigivningen fortsatte han som ordförande för Norsk Jern- og Metallarbeiderforbund fram till han avgick 1958.